# الا ویبه
الا ویبه (انگلیسی: Ella Wiebe؛ زادهٔ ۲۲ ژوئیهٔ ۱۹۷۸) بازیکن فوتبال اهل نیوزیلند است.

وی همچنین در تیم ملی فوتبال زنان نیوزیلند بازی کرده‌است.